# حزب دموکراتیک مشروطه (ژاپن)
حزب دموکراتیک مشروطه، ریکّن مینسیتو (به ژاپنی: 立憲 民政党) یکی از مهمترین حزب‌های اصلی در امپراتوری ژاپن بود.